# Untitled 96
A szócikk címe technikai okok miatt pontatlan. A helyes cím: Untitled #96.
Az Untitled #96 Cindy Sherman amerikai fotóművész 1981-ben készített felvétele, amelyet a világ legdrágább fényképei között tartanak számon.

## Története
Az Untitled #96 egy tizenkét fotóból álló Centerfold címet viselő sorozat darabjaként készült 1981-ben. Sherman az Artforum magazin számára készítette a felvételeket, melyeket végül a lap nem közölt le. A Centerfolds-sorozat a művész munkásságának fontos állomása volt, amelynek előzménye az 1977 és 1980 között született Untitled Film Stills projekt volt. Ebben a sorozatban Sherman maga állt modellt képeihez: a fotók az amerikai film noirok és az olasz neorealista filmek világát idézték.
A Centerfold-sorozat témája a magazinok poszterlányai voltak. A férfimagazinok középső kihajtható oldalain szereplő modellek nőideálok és férfifantáziák megtestesítői voltak. Sherman szemben a magazinokkal nem csábító nőkről, hanem fiatal kamaszlányokról készített felvételeket. Sherman a sorozat készítése során – a modellektől eltekintve – szinte végig egyedül dolgozott: a világítástól kezdve a ruhák kiválasztásán keresztül minden maga csinált és állított be.
Az Untitled #96-ot az ellentétek teszik erőteljessé. A pulóvert és szoknyát viselő fiatal lány a padlón fekszik, kezében gyűrött újságpapír. Tekintete álmodozó, nyugodt. Minden olyan ártatlannak tűnik. Azonban a vörös körömlakk, a rúzs, a pirospozsgás arc és a kissé felhúzott szoknya teszik provokatívvá a felvételt.
A fénykép 61 x 121,9 cm-es nyomatát 2011 májusában New Yorkban a Christie’s aukciósház bocsátotta árverésre. Philippe Segalot műgyűjtő – akkor rekordösszegnek számító – 3,89 millió dollárt fizetett a fényképért.